# Chủ tịch hội đồng quản trị
Chủ tịch hội đồng quản trị là người chủ trì các cuộc họp, chẳng hạn như hội đồng quản trị của một công ty hoặc bất kỳ cuộc họp nào khác. Chủ tịch của một công ty không phải là giám đốc điều hành, và chỉ tiến hành các cuộc họp ở hầu hết các công ty.
Mặc dù thuật ngữ "Chủ tịch hội đồng quản trị" đã được sử dụng cho cả nam và nữ, một số đôi khi sử dụng thuật ngữ "chủ tọa", "bà chủ tịch" hoặc "chủ tịch". Việc tiến hành các cuộc họp được điều chỉnh bởi các điều luật hoặc điều lệ của tổ chức hoặc công ty, hay chính thức hơn là thủ tục của Nghị viện đối với các tổ chức chính phủ hoặc các cuộc họp lớn nói chung. Hiếm khi chủ tịch hội đồng quản trị được gọi là "chủ nhiệm", mặc dù trong các cơ sở giáo dục, "ghế" chỉ một vị trí cụ thể được ưu đãi đối với một giảng viên.